# Товарищ Сталин (телесериал)
«Товарищ Сталин» — многосерийный телевизионный историко-художественный фильм, вышедший осенью 2011 года на телеканале «НТВ». Посвящён последним месяцам жизни Иосифа Виссарионовича Сталина.

## Сюжет
Сюжет фильма охватывает три последних месяца жизни Сталина. За его спиной зреет заговор против него. В заговоре участвуют Суслов, Берия, Хрущёв, Маленков, Ворошилов, Каганович. Сталин чувствует это и готовится к борьбе за власть.
В стране продолжаются репрессии. Лейтенант МГБ Егор Козлов в своём доме скрывает Лену — свою племянницу, чьи родители были арестованы как враги народа.
Волей судеб Егор попадает в охрану ближней дачи товарища Сталина, где начинает работать истопником в бане вождя.
Однажды Егор лицом к лицу сталкивается со Сталиным. Иосиф Виссарионович проникается доверием к лейтенанту, видя в нём человека из простого народа, который не предаст. В частности, Сталин поручает Егору перепрятать кубинские сигары, которые врачи запретили курить вождю.
Сталин привлекает Егора Козлова к своей борьбе с заговорщиками...

## В ролях
- Сергей Юрский — Сталин
- Анатолий Гущин — Егор Козлов, лейтенант МГБ
- Вячеслав Гришечкин — Берия
- Даниил Спиваковский — Суслов
- Вадим Колганов — Фаллеев
- Людмила Свитова — Лена, племянница Егора Козлова
- Владимир Стержаков — Климент Ворошилов
- Нина Лощинина — Нина Козлова
- Иван Мамонов — Алехин, капитан НКВД
- Виктор Балабанов — Никита Хрущёв
- Святослав Насташевский — Игнатьев, министр госбезопасности
- Михаил Самохвалов — генерал
- Константин Тополага — офицер
- Георгий Тополага — следователь
- Юрий Грубник — Маленков
- Николай Горобец — Лазарь Каганович
- Андрей Межулис — Семен Родионович Дубовых
- Андрей Харыбин — личный врач Сталина

## Съёмочная группа
- Ирина Гедрович — режиссер
- Юлия Алейникова, Дмитрий Алейников — сценаристы
- Сергей Вальцов — оператор
- Алексей Шелыгин — композитор
- Ирина Алексеева — художник
- Ефим Любинский — продюсер

## Места съёмок
Съемки фильма проходили на реальном объекте, на Ближней даче Сталина.

## Премьера
Премьера фильма состоялась 9 декабря 2011 года на телеканале НТВ.